# Liste des aéroports en Afghanistan
Cette liste recense les aéroports en Afghanistan, regroupés par type et par lieu.
Afghanistan a 4 aéroports internationaux ainsi qu'un cinquième en construction. L'Aéroport international de Kaboul dessert la capitale Kaboul, l'Aéroport de Mazar-e-Charif dessert le nord du pays, l'Aéroport international de Kandahar dessert le sud, et l'Aéroport d'Hérat dessert l'ouest du pays. Et un autre aéroport qui se trouve à konduz dans le nord de pays donc cet aéroport ne dessert qu'en Afghanistan.
Une fois que l'Aéroport international de Ghazni sera achevé, il desservira la ville de Ghazni ainsi que l'est du pays. L'aéroport est également clairsemé de 16 aéroport régionaux, dont certains ne disposent que d'une piste en gravier et dont l'accès aérien se fait uniquement à vue.

## Carte
| \| 150 km1:10 281 000 \| Bagram Kaboul Kandahar Hérat Jalalabad Kunduz Mazar-e-Charif Bâmiyân Lashkar · Gah Shindand Chaghcharan Darwaz Faïzâbâd Farah Khôst Khwahan Razer Maïmana Qala i Naw Sheberghan Sheghnan Taloqan Tarin Kôt Zarandj Ghāzīābād Panjab |
| 150 km1:10 281 000 |

## Aéroports en Afghanistan
| Ville                    | Province      | OACI | AITA | Nom de l'aéroport                     | Piste                                                    | Altitude (m) |
| ------------------------ | ------------- | ---- | ---- | ------------------------------------- | -------------------------------------------------------- | ------------ |
| Aéroports internationaux |               |      |      |                                       |                                                          |              |
| Kaboul                   | Kaboul        | OAKB | KBL  | Aéroport international de Kaboul      | 11/29: 3500 × 50 m, Béton                                | 1789         |
| Mazâr-e Charîf           | Balkh         | OAMS | MZR  | Aéroport de Mazar-e-Charif            | 06/24: 3272 × 46 m, Asphalte                             | 391          |
| Kandahar                 | Kandahar      | OAKN | KDH  | Aéroport international de Kandahar    | 05/23: 3200 × 45 m, Asphalte                             | 1015         |
| Hérat                    | Herat         | OAHR | HEA  | Aéroport d'Hérat                      | 01/19: 2571 × 46 m, Asphalte                             | 1004         |
| Aéroports nationaux      |               |      |      |                                       |                                                          |              |
| Ghazni                   | Ghazni        | OAGN | GZI  | Aéroport international de Ghazni (en) | 15/33: 604 x 42, Herbe, en travaux                       | 2183         |
| Jalalabad                | Nangarhâr     | OAJL | JAA  | Aéroport de Jalalabad                 | 13/31: 2218 × 45 m, Asphalte                             | 553          |
| Kondoz                   | Kondoz        | OAUZ | UND  | Aéroport de Kunduz                    | 11/29: 2007 × 45 m, Asphalte                             | 448          |
| Aéroports régionaux      |               |      |      |                                       |                                                          |              |
| Bâmiyân                  | Bamiyan       | OABN | BIN  | Aéroport de Bâmiyân                   | 07/25: 2595 × 23 m, Gravier                              | 2591         |
| Lashkar Gah (Bost)       | Helmand       | OABT | BST  | Aérodrome de Lashkar Gah              | 18/36: 2332 × 45 m, Asphalte                             | 751          |
| Chaghcharan              | Ghôr          | OACC | CCN  | Aérodrome de Chaghcharan              | 06/24: 1524 × 18 m, Gravier                              | 2276         |
| Darwaz (en)              | Badakhshan    | OADZ | DAZ  | Aérodrome de Darwaz                   | 09/27: 654 × 32 m, Gravier                               | 1533         |
| Farah                    | Farah         | OAFR | FAH  | Aérodrome de Farah                    | 15/33: 2042 × 21 m, Gravier                              | 692          |
| Khost                    | Khost         | OAKS | KHT  | Aérodrome de Khôst                    | 06/24: 2684 × 105 m, Gravier                             | 1172         |
| Fayzabad                 | Badakhshan    | OAFZ | FBD  | Aérodrome de Faïzâbâd                 | 18/36: 1691 × 27 m, PSP                                  | 1171         |
| Khwahan (en)             | Badakhshan    | OAHN | KWH  | Aérodrome de Khwahan                  | ??/??: 671 × ? m, Gravier                                | 980          |
| Koran va Monjan (en)     | Badakhshan    | OARZ | KUR  | Aéroport de Razer (en)                | 08/26: 884 × 31 m, Gravier                               | 2520         |
| Maymana (en)             | Faryab        | OAMN | MMZ  | Aéroport de Maymana (en)              | 14/32: 1287 × 18 m, Gravier                              | 820          |
| Nili (en)                | Daykundi (en) | OANL | ?    | Aéroport de Nili (en)                 | ?                                                        | ?            |
| Qala i Naw (en)          | Badghis (en)  | OAQN | LQN  | Aéroport de Qala i Naw (en)           | 04/22: 1158 × 18 m, Asphalte                             | 905          |
| Sheberghan               | Jowzjan (en)  | OASG | ?    | Sheberghan Airfield (en)              | 06L/24R: 2621 × 24, Asphalte 06R/24L: 2115 × 30, Gravier | 321          |
| Sheghnan (en)            | Badakhshan    | OASN | SGA  | Aéroport de Sheghnan (en)             | 16/34: 803 × 30 m, Gravier                               | 2042         |
| Taloqan                  | Takhar (en)   | OATQ | TQN  | Aéroport de Taloqan (en)              | 16/34: 1574 × 35 m, Gravier                              | 816          |
| Tarin Kowt (en)          | Urozgan (en)  | OATN | TII  | Aéroport de Tarin Kowt (en)           | 10/28: 1658 × 61 m, Gravier                              | 1350         |
| Zaranj (en)              | Nimruz (en)   | OAZJ | ZAJ  | Aéroport de Zaranj (en)               | 16/34: 2320 × 47 m, Gravier                              | 479          |
| Sardeh Band (en)         | Ghazni        | OADS | SBF  | Aéroport de Sardeh Band               | 02/20: 2104 m, Gravier                                   | 2125         |
| Base aérienes            |               |      |      |                                       |                                                          |              |
| Bagram                   | Parwan (en)   | OAIX | OAI  | Base aérienne de Bagram               | 03/21: 3003 × 55 m, Béton                                | 1492         |
| Shindand (en)            | Herat         | OASD | OAH  | Base aérienne de Shindand             | 18/36: 2786 × 49 m, Béton                                | 1150         |
| Bastion                  | Helmand       | OAZI | OAZ  | Camp Bastion                          | 01/19: 3500 × 46 m, Béton/Asphalte                       | 889          |
| Petits aérodromes        |               |      |      |                                       |                                                          |              |
| Eshkashem (en)           | Badakhshan    | OAEM | ?    | Aéroport d'Eshkashem                  | 14/32: 896 x 21, Asphalte                                | 2620         |
| Ghaziabad (en)           | Nangarhar     | OAGA | ?    | Aéroport de Ghaziabad (en)            | 07/25: 610 x 36, Poussière                               | 510          |
| Gardez (en)              | Paktya        | OAGZ | GRG  | Aéroport de Gardez (en)               | 03/21: 1743 x 23, Gazon                                  | 2350         |
| Muqur (en)               | Ghazni        | OAMK | ?    | Aéroport de Muqur (en)                | 03/21: 1265 x 35, Gazon                                  | 2012         |
| Panjab (en)              | Bamyan        | OAPJ | ?    | Aéroport de Panjab (en)               | 03/21: 594 x 31, Piste                                   | 2710         |
| Sharana (en)             | Paktika       | OASA | OAS  | Sharana Airstrip (en)                 | 14/32: 1594 x 24, Asphalte                               | 689          |
| Taywara (en)             | Ghor          | OATW | ?    | Aéroport de Taywara (en)              | 18/36: 582 x 44, Herbe                                   | 2246         |
| Yangi Qaleh (en)         | Takhar        | OAYQ | ?    | Aéroport de Yangi Qaleh (en)          | 03/21: 610 x 35, Herbe                                   | 810          |
| Yawan (en)               | Badakhshan    | OAYW | ?    | Aéroport de Yawan (en)                | 05/23: 567 x 28, Herbe                                   | 1721         |
| Gardez (en)              | Paktya        | OAA  | OASH | Forward Operating Base Shank (en)     | ?                                                        | ?            |